# Linwood (Kansas)
Linwood és una població dels Estats Units a l'estat de Kansas. Segons el cens del 2000 tenia 374 habitants.

## Demografia
Segons el cens del 2000, Linwood tenia 374 habitants, 129 habitatges, i 87 famílies. La densitat de població era de 352,2 habitants/km².
Dels 129 habitatges en un 45% hi vivien nens de menys de 18 anys, en un 47,3% hi vivien parelles casades, en un 14% dones solteres, i en un 31,8% no eren unitats familiars. En el 25,6% dels habitatges hi vivien persones soles el 8,5% de les quals corresponia a persones de 65 anys o més que vivien soles. El nombre mitjà de persones vivint en cada habitatge era de 2,9 i el nombre mitjà de persones que vivien en cada família era de 3,5.
Per edats la població es repartia de la següent manera: un 35,3% tenia menys de 18 anys, un 12,6% entre 18 i 24, un 29,9% entre 25 i 44, un 16,8% de 45 a 60 i un 5,3% 65 anys o més.
L'edat mediana era de 27 anys. Per cada 100 dones de 18 o més anys hi havia 93,6 homes.
La renda mediana per habitatge era de 35.313 $ i la renda mediana per família de 39.125 $. Els homes tenien una renda mediana de 26.875 $ mentre que les dones 24.896 $. La renda per capita de la població era de 13.008 $. Entorn del 6,1% de les famílies i el 7,2% de la població estaven per davall del llindar de pobresa.

## Poblacions properes
El següent diagrama mostra les poblacions més properes.